# Kobo eReader

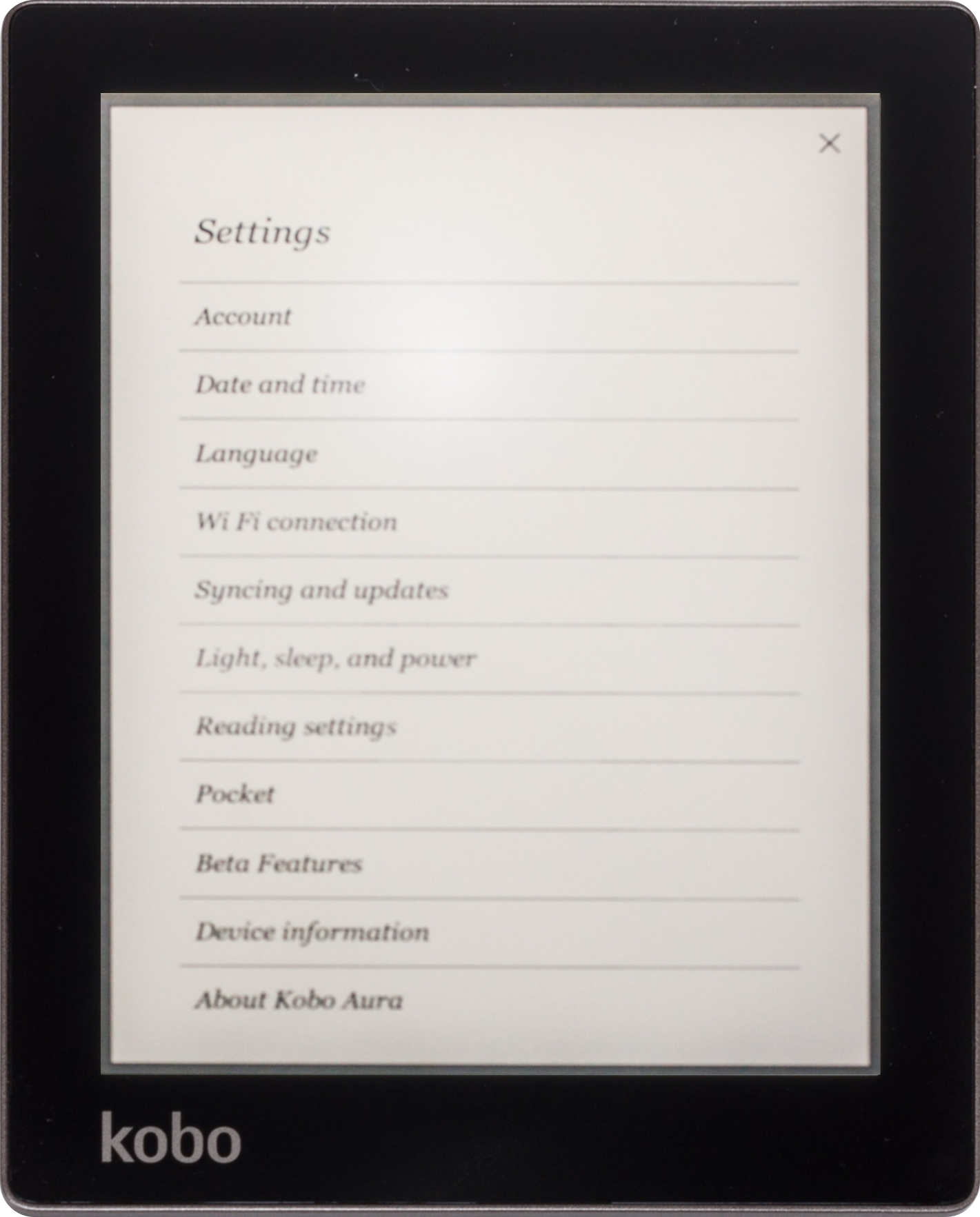
Čtečka Kobo Aura.

Kobo eReader je název elektronických čteček knih vyráběných firmou Kobo Inc. sídlící v Torontu. Název Kobo je anagramem anglického slova pro knihu book. První čtečku elektronických knih vydali v roce 2010. Jejich čtečky, kromě řady Arc (tablety) vyráběné mezi lety 2011–2013 s LCD displejem, mají e-ink displej.

## Čtečky e-knih
| model                   | displej     | displej  | displej   | displej | ovládání      | úložiště           | úložiště      | CPU                            | konektivita | poznámky                     | rozměry                                         | váha            | cena    | datum představení      | baterie & RAM      |
|                         | typ         | velikost | rozlišení | ppi     |               | vnitřní            | Expanded      | model                          | USB +       |                              |                                                 |                 |         |                        |                    |
| ----------------------- | ----------- | -------- | --------- | ------- | ------------- | ------------------ | ------------- | ------------------------------ | ----------- | ---------------------------- | ----------------------------------------------- | --------------- | ------- | ---------------------- | ------------------ |
| Kobo eReader            | E-Ink       | 6"       | 800×600   | 170     | D-Pad         | 1 GB (1 000 knih)  | 4 GB SD       |                                | Bluetooth   |                              |                                                 |                 | $199    | May 2010               |                    |
| Kobo WiFi               | E-Ink       | 6"       | 800×600   | 170     | D-Pad         | 1 GB (1 000 knih)  | 32 GB SD      | Freescale i.MX335              | Wi-Fi       |                              | 184 × 120 × 10 mm (7.2 × 4.7 × 0.4 in)          | 221 g (7.80 oz) | $199    | October 2010           |                    |
| Kobo Touch              | E-Ink Pearl | 6"       | 800×600   | 170     | Touch         | 2 GB (1 500 knih)  | 32 GB microSD | 800MHz Freescale i.MX507       | Wi-Fi       | First touchscreen.           | 165 × 114 × 10 mm (6.5 × 4.5 × 0.4 in)          | 200 g (7.05 oz) | $129    | May 2011               |                    |
| Kobo Glo                | E-Ink Pearl | 6"       | 1024×768  | 213     | Touch         | 2 GB (1 500 knih)  | 32 GB microSD | 1GHz Freescale i.MX507         | Wi-Fi       | First illuminated display.   | 157 × 114 × 10 mm (6.2 × 4.5 × 0.4 in)          | 185 g (6.5 oz)  | $129    | September 2012         |                    |
| Kobo Mini               | E-Ink Pearl | 5"       | 800×600   | 200     | Touch         | 2 GB (1,500 books) | 32 GB microSD | 800MHZ Freescale i.MX507       | Wi-Fi       |                              | 133 × 102 × 10 mm (5.2 × 4 × 0.4 in)            | 134 g (4.73 oz) | $79     | September 2012         |                    |
| Kobo Aura HD            | E-Ink Pearl | 6.8"     | 1440×1080 | 265     | Touch         | 4 GB (3 000 knih)  | 32 GB microSD | 1GHz Freescale i.MX507         | Wi-Fi       |                              | 175.7 × 128.3 × 11.7 mm (6.91 × 5.05 × 0.46 in) | 240 g (8.5 oz)  | $169    | April 2013             |                    |
| Kobo Aura               | E-Ink Pearl | 6"       | 1024×768  | 213     | Touch         | 4 GB (3 000 knih)  | 32 GB microSD | 1GHz Freescale i.MX507         | Wi-Fi       |                              | 150 × 114 × 8.1 mm (5.9 × 5.6 × 0.3 in)         | 174 g (6.1 oz)  | $149    | August 2013            |                    |
| Kobo Aura H₂0           | E-Ink Carta | 6.8"     | 1440×1080 | 265     | Touch         | 4 GB (3,000 books) | 32 GB microSD | 1GHz                           | Wi-Fi       | Waterproofed                 | 179 × 129 × 9.7 mm                              | 233 g (8.22 oz) | $179    | October 2014           |                    |
| Kobo Glo HD             | E-Ink Carta | 6"       | 1448×1072 | 300     | Touch         | 4 GB (3 000 knih)  | Ne            | 1GHz                           | Wi-Fi       |                              | 157 × 114 × 10 mm (6.2 × 4.5 × 0.4 in)          | 180 g (6.3 oz)  | $129    | May 2015               |                    |
| Kobo Touch 2.0          | E-Ink Pearl | 6"       | 800×600   | 167     | Touch         | 4 GB (3 000 knih)  | Ne            | Freescale SoloLite iMx6 1Ghz   | Wi-Fi       |                              | 157 × 115 × 9.2 mm                              | 185g            | $61     | September 2015         |                    |
| Kobo Aura Edition 2     | E-Ink Carta | 6"       | 1024×768  | 212     | Touch         | 4 GB (3 000 knih)  | Ne            | Freescale SoloLite iMx6 1Ghz   | Wi-Fi       |                              | 154.5 × 109 × 8.5 mm                            | 180g            | $119    | September 2016         |                    |
| Kobo Aura One           | E-Ink Carta | 7.8"     | 1872×1404 | 300     | Touch         | 8 GB (6 000 knih)  | Ne            | Freescale SoloLite i.MX 6 1Ghz | Wi-Fi       | voděodolná, ComfortLight PRO | 195.1 × 138.5 × 6.9 mm                          | 252 g           | $230    | September 2016         | 512 RAM            |
| Kobo Aura H₂O Edition 2 | E-Ink Carta | 6.8"     | 1440×1080 | 265     | Touch         | 8 GB (6 000 knih)  | Ne            | Freescale SoloLite iMx6 1Ghz   | Wi-Fi       | voděodolná, ComfortLight PRO | 172 × 129 × 8.9 mm                              | 210g            | $180    | May 2017               |                    |
| Kobo Clara HD           | E-Ink Carta | 6"       | 1448×1072 | 300     | Touch         | 8 GB (6 000 knih)  | Ne            | Freescale SoloLite 1Ghz        | Wi-Fi       | ComfortLight PRO             | 159.6 × 110 × 8.35 mm                           | 166g            | $130    | June 2018              | 1500 mAh           |
| Kobo Forma              | E-Ink Carta | 8"       | 1920×1440 | 300     | Touch/buttons | 8 GB (6 000 knih)  | Ne            | Freescale SoloLite i.MX 6 1Ghz | Wi-Fi       | voděodolná, ComfortLight PRO | 160 × 177.7 × 8.5 mm                            | 197g            | $279.99 | October 2018 Pre-order | 1200 mAh / 512 RAM |
| Kobo Libra H₂O          | E-Ink Carta | 7"       | 1680×1264 | 300     | Touch/buttons | 8 GB (6 000 knih)  | Ne            | Freescale SoloLite i.MX 6 1Ghz | Wi-Fi       | voděodolná, ComfortLight PRO | 144 × 159 × 5.0 - 7.8 mm                        | 192g            | $169.99 | September 2019         | 1200 mAh / 512 RAM |